# Euchromia ekeikei
Euchromia ekeikei är en fjärilsart som beskrevs av Bethune-Baker 1908. Euchromia ekeikei ingår i släktet Euchromia och familjen björnspinnare. Inga underarter finns listade i Catalogue of Life.